# Blohm & Voss Ha 136
Die Blohm & Voss Ha 136 war ein deutsches einsitziges Übungsflugzeug der Firma Blohm & Voss.

## Entwicklung
Entwickelt wurde das Flugzeug ab Februar 1933 zum einen als Parallelentwurf zur Ar 76 und Fw 56 für einen „Heimatschutzjäger“ und „Übungseinsitzer“, zum anderen, um die neugebildete Konstruktionsgruppe unter Leitung von Richard Vogt in die neue Rohrholmbauweise einzuarbeiten. Es wurden zwei Prototypen gebaut, die mit unterschiedlichen Antrieben ausgerüstet wurden. Der V1 mit dem Kennzeichen D–ESIN wurde ein Bramo-Sh-14-Sternmotor mit 100 PS Leistung und Zweiblattluftschraube eingesetzt, die V2 (D–ESEL) erhielt ein Argus-Triebwerk mit 135 PS. Die ab Herbst 1934 durchgeführte Flugerprobung brachte ungenügende Stabilität im Flug zutage, die Vogt bei der Ha 136 V2 durch Vergrößerung des Leitwerks zu beheben versuchte. Dies misslang jedoch und die Tests wurden ergebnislos eingestellt. Den Ausscheid gewann letztlich die Fw 56.

## Aufbau
Das Flugzeug war ein freitragender Tiefdecker in Ganzmetallbauweise. Das Fahrwerk war ein verkleidetes Normalfahrwerk.

## Technische Daten
| Kenngröße       | Daten Ha 136 V2                                         |
| --------------- | ------------------------------------------------------- |
| Besatzung       | 1                                                       |
| Länge           | 5,5 m                                                   |
| Spannweite      | 6,6 m                                                   |
| Höhe            | 2,0 m                                                   |
| max. Startmasse | 570 kg                                                  |
| Antrieb         | ein luftgekühlter Vierzylinder-Reihenmotor Argus As 8 B |
| Leistung        | 135 PS (99 kW)                                          |